# 坪内ミキ子
坪内 ミキ子（つぼうち みきこ、1940年4月12日 - ）は、東京府（現：東京都）出身の女優・タレント。本名、櫻井美紀子。

## 人物・略歴
父親は演劇評論家・坪内士行（宝塚歌劇団職員・宝塚音楽学校の顧問も歴任した）、母親は宝塚歌劇団1期生であり宝塚歌劇団卒業生の雲井浪子（本名：坪内操、旧姓：高井）。さらに母の姉と妹に同1期生の八十島揖子と同15期生の緒島なお子もいるという、演劇にゆかりのある家庭に生まれた（士行は坪内逍遙の兄の子で、一時、逍遙の養子だったが、1919年に養子縁組を解消した）。日本女子大学附属豊明小学校を経て、日本女子大学附属中学校・高等学校在学中に宝塚音楽学校受験を試みたが、元タカラジェンヌの母親に大反対されて受験を断念する。高校卒業後、東宝現代劇の研究生となり、1963年に早稲田大学第一文学部英文科を卒業する。市川雷蔵主演の大映映画『陽気な殿様』でデビューする。大学卒の女優であることから「学士女優」と呼ばれ、時代劇女優として人気を集める。大映の看板女優としての活躍を経て、テレビドラマやクイズ番組、情報バラエティ番組の他、コメンテーター、執筆など幅広く活動する。また、温かい人柄で人気を集める。
『座頭市』『若親分』『悪名』などのシリーズをはじめ、『影を斬る』『江戸無情』『巨人大隈重信』など30数本の映画に出演している。
1965年以降はテレビを中心に、女優・タレントとして活動している。NHK大河ドラマ『太閤記』、フジテレビ『意地悪ばあさん』の他、NHK『連想ゲーム』のレギュラー回答者を12年間、『3時のあなた』のキャスターを3年間務めた。その後もNHK『生活ほっとモーニング』、日本テレビ『おもいッきりテレビ』などの人気テレビ番組に出演した。また「坪内ミキ子の冠婚葬祭・お付き合いマナー教室」を『女性セブン』誌に、「私の子育て」を『読売新聞』に執筆した。
1987年に総務庁・青少年問題審議会委員、1988年にエネルギーと原子力を考えるフォーラム委員を務め、1996年に更生保護法人・更生保護事業振興財団の評議員に就任した。
また、実母・雲井浪子を介護した経験を基にして、介護問題にも取り組んでいる。

## 主な出演作品

### 映画
- 続・忍びの者 (1963年)
- 新・座頭市物語 (1963年)
- 影を斬る（1963年、大映）
- 無宿者 (1964年)
- 博徒ざむらい (1964年、大映)
- 座頭市千両首 (1964年)
- 若親分出獄 (1965年、大映)
- 座頭市二段斬り (1965年)
- 座頭市血煙り街道 (1967年）
- 悪名一代(1967年大映)
- ガメラ対深海怪獣ジグラ (1971年)

### テレビドラマ
- ザ・ガードマン（大映テレビ室・TBS）
第28話「暗黒の掟」（1965年）
第67話「高倉キャップを消せ！」（1966年）
第137話「女は一度勝負する」（1967年）
- てっぺん野郎（TBS）（1965年）
- 太閤記（NHK大河ドラマ）（1965年）
- 竜馬がゆく（NHK大河ドラマ）（1968年）
- 渥美清の泣いてたまるか「意地が涙を」（TBS）（1968年）
- つくしんぼ（東海テレビ）（1977年 - 1978年）
- いじわるばあさん（フジテレビ）（1981年）
- サザエさんVS意地悪ばあさんVSいじわる看護婦（フジテレビ）（1984年）
- みのもんたの人生相談デカ 〜おもいッきりテレビ殺人事件〜（日本テレビ）（2002年）

### バラエティ・情報番組
- 3時のあなた （フジテレビ、1977年5月 - 1980年3月）
- 連想ゲーム（NHK総合、1975年11月-1988年3月） - 紅組（女性チーム）1枠回答者
- 話題のひととき（テレビ東京。政府広報番組）
- 年忘れにっぽんの歌（テレビ東京、1986年12月31日）　- 司会
- 午後は○○おもいッきりテレビ（日本テレビ）

ほか多数